# Melanie Lynskey
Melanie Jayne Lynskey (16. svibnja 1977.), novozelandska filmska glumica.

## Životopis
Rođena je u New Plymouthu, Novi Zeland. Majka joj je trgovac nekretninama, a otac ortoped. Najstarija je od petero djece, ima tri mlađa brata i sestru. Nakon završetka srednje škole za djevojke u rodnom gradu,otišla je na sveučilište u Wellingtonu, gdje je studirala kazalište i englesku književnost.
Završivši obrazovanje, počela se profesionalno baviti glumom. Smatra se karakternom glumicom, a do sada je ostvarila gotovo šezdeset uloga. Među njene uloge spadaju filmovi: Rajska stvorenja, Djevojke iz Coyote bara, Detroit Rock City, Ni na nebu, ni na zemlji, Charlijev svijet, Tražeći prijatelja za kraj svijeta. Od televizijskih uloga tu su serije House, Dva i pol muškarca, Uvijek je sunčano u Philadelphiji, i Ženske priče.
Od 2007. do 2014. bila je udana za glumca Jimmia Simpsona. Jedna od djeveruša na vjenčanju bila je i Emily Deschanel. Trenutno živi u Los Angelesu.

## Vanjske poveznice
- Melanie Lynskey na imdb-u
- Melanie Lynskey na Twitter  Arhivirana inačica izvorne stranice od 12. siječnja 2016. (Wayback Machine)u